# Palabra de honor
Palabra de honor è il sesto album ufficiale di Luis Miguel pubblicato nel 1984.

## Descrizione
Il disco è stato pubblicato in italiano con il titolo Noi, ragazzi di oggi e più successivamente in America Latina come Luis Miguel: Canta en italiano, "Amándote a la italiana" o "Collezione privata" e in portoghese con il titolo "Meu sonho perdido" nel 1985.
La produzione è di Juan Carlos Calderón, Honorio Herrero e Greg Mathieson; con questo album Luis Miguel ha vinto il suo primo Grammy per la canzone Me gustas tal como eres a duetto con Sheena Easton nella categoria "Best Mexican-American Performance" dei Grammy Awards 1985. Il disco ha una versione in portoghese e altro in italiano. La versione italiana include il brano Noi, ragazzi di oggi con il quale partecipa al Festival di Sanremo 1985

## Tracce
1. Tú no tienes corazón – 2:39 (testo: Honorio Herrero – musica: Honorio Herrero)
2. Un rock & roll sonó – 3:04 (testo: Juan Carlos Calderón, Honorio Herrero – musica: Juan Carlos Calderón, Honorio Herrero)
3. La chica del bikini azul – 2:56 (testo: Honorio Herrero – musica: Honorio Herrero)
4. Lili – 3:28 (testo: Luis Gómez Escolar – musica: Luis Gómez Escolar)
5. Palabra de honor – 3:32 (testo: Luis Gómez Escolar, Julio Seijas, Honorio Herrero – musica: Luis Gómez Escolar, Julio Seijas, Honorio Herrero)
6. Rey de corazones – 2:20 (testo: Luis Gómez Escolar, Honorio Herrero – musica: Luis Gómez Escolar, Honorio Herrero)
7. Me muero por ti – 2:09 (testo: Honorio Herrero – musica: Honorio Herrero)
8. Isabel – 2:31 (testo: José Ramón García Florez, Jean Giralt – musica: José Ramón García Florez, Jean Giralt)
9. Me gustas tal como eres (feat. Sheena Easton) – 3:07 (testo: Juan Carlos Calderón – musica: Juan Carlos Calderón)
10. Muñeca rota – 3:13 (testo: Luis Gómez Escolar, Honorio Herrero – musica: Luis Gómez Escolar, Honorio Herrero)
11. Hablame – 2:39 (testo: Luis Gómez Escolar, Honorio Herrero – musica: Luis Gómez Escolar, Honorio Herrero)

### Edizione italiana
L'edizione in lingua italiana del disco, pubblicata nel 1985, contiene 10 tracce ed è stata distribuita in due versioni: quella pubblicata in Italia (Noi, ragazzi di oggi) esclude i brani Me Gustas Tal Como Eres, Tu Di Cuore Non Ne Hai e Muñeca Rota, mentre quella pubblicata in America Latina (Luis Miguel: Canta En Italiano, Amándote A La Italiana e Collezione Privata) esclude invece i brani Me Gustas Tal Como Eres, Il Cielo e Muñeca Rota.
1. Tu Di Coure Non Ne Hai – 2:39 (testo: Honorio Herrero – musica: Honorio Herrero)
2. Un Rock And Roll Suono – 3:04 (testo: Juan Carlos Calderón, Honorio Herrero – musica: Juan Carlos Calderón, Honorio Herrero)
3. Il Bikini Blu – 2:56 (testo: Honorio Herrero – musica: Honorio Herrero)
4. Lili – 3:28 (testo: Luis Gómez Escolar – musica: Luis Gómez Escolar)
5. Chiamami – 2:39 (testo: Luis Gómez Escolar, Honorio Herrero – musica: Luis Gómez Escolar, Honorio Herrero)
6. Noi, ragazzi di oggi – 3:49 (testo: Cristiano Minellono – musica: Toto Cutugno)
7. Il Re Di Cuori – 2:20 (testo: Luis Gómez Escolar, Honorio Herrero – musica: Luis Gómez Escolar, Honorio Herrero)
8. Io Muoio Per Te – 2:09 (testo: Honorio Herrero – musica: Honorio Herrero)
9. Isabel – 2:31 (testo: José Ramón García Florez, Jean Giralt – musica: José Ramón García Florez, Jean Giralt)
10. Parola D'Onore – 3:32 (testo: Luis Gómez Escolar, Julio Seijas, Honorio Herrero – musica: Luis Gómez Escolar, Julio Seijas, Honorio Herrero)
11. Il Cielo – 4:10 (testo: Cristiano Minellono – musica: Toto Cutugno)

Durata totale: 33:17

### Edizione portoghese
L'edizione del disco pubblicata in portoghese (1985), contiene 11 tracce.
1. Tu – 2:39 (testo: Honorio Herrero – musica: Honorio Herrero)
2. Um Rock And Roll Tocou – 3:04 (testo: Juan Carlos Calderón, Honorio Herrero – musica: Juan Carlos Calderón, Honorio Herrero)
3. Menina Do Biquini Azul – 2:56 (testo: Honorio Herrero – musica: Honorio Herrero)
4. Danny – 3:28 (testo: Luis Gómez Escolar – musica: Luis Gómez Escolar)
5. Chama-me – 2:39 (testo: Luis Gómez Escolar, Honorio Herrero – musica: Luis Gómez Escolar, Honorio Herrero)
6. Rei, Rei, Rei – 2:20 (testo: Luis Gómez Escolar, Honorio Herrero – musica: Luis Gómez Escolar, Honorio Herrero)
7. Eu Quero Você – 2:09 (testo: Honorio Herrero – musica: Honorio Herrero)
8. Salva-me – 2:31 (testo: José Ramón García Florez, Jean Giralt – musica: José Ramón García Florez, Jean Giralt)
9. Meu Sonho Perdido – 3:32 (testo: Luis Gómez Escolar, Julio Seijas, Honorio Herrero – musica: Luis Gómez Escolar, Julio Seijas, Honorio Herrero)
10. Mirate – 3:13 (testo: Luis Gómez Escolar, Honorio Herrero – musica: Luis Gómez Escolar, Honorio Herrero)
11. Mini Amor – 3:25 (testo: Luis Gómez Escolar, Julio Seijas – musica: Luis Gómez Escolar, Julio Seijas)

Durata totale: 31:56